# Protestantyzm w Turcji
Protestantyzm w Turcji bierze swoje początki z prac misyjnych ok. 1820 roku. Obecnie istnieje ponad 30 organizacji protestanckich działających w całym kraju. Niezależny Kościół Turecki obejmuje obecnie prawie 100 zborów i ponad 100 zgromadzeń domowych.
Oficjalnie w Turcji panuje wolność religijna, ale jednocześnie trwają prześladowania chrześcijan, którzy muszą ukrywać się ze swoją wiarą. W 2006 roku zamordowano ks. Andrea Santoro w Trabzonie, w kwietniu 2007 r. w Malatya poderżnięto gardła trzem ewangelikom, w 2007 r. dokonano zamach na Hranta Dinka i w 2010 r. dokonano zabójstwo biskupa Luigi Padovese.
Szacuje się, że w 2008 roku w Turcji było 4.000 – 6.000 protestantów, z których większość mieszkała w Stambule, Ankarze i Izmirze. Według danych Operation World w 2010 roku w Turcji było 7.267 ewangelicznych chrześcijan, a według badań Pew Research Center w Turcji mieszka ok. 80 000 protestantów.
Założony w 1985 roku Kościół Kurtulus, w latach 2015–2020 zwielokrotnił liczbę zborów z 8 do 35 i działa głównie w środkowej i wschodniej Turcji. Ma on charakter zielonoświątkowy. Turecki Sojusz Baptystyczny w 2017 roku zgłaszał 300 ochrzczonych członków.